# Сантубонг
Сантубонг — умовна назва поселень X—XIV століття на північному заході острова Калімантан, у підніжжя гори Сантубонг, неподалік Кучінгу в Сараваку.
6 археологічних пам'яток були розкопані в 1960-х роках експедицією Тома Гарріссона з Саравакського музею. Це був найбільший центр плавлення заліза на Калімантані. Там знайдено велику кількість китайської порцеляни, що свідчить про активну торгівлю з Китаєм. У поселеннях мешкали серед інших буддисти, про що свідчать знайдені храми та ритуальні статуетки, переважно походженням з Яви.
У другій половині XIV століття торгівля занепала, а з нею й поселення Сантубонг. Історики пов'язують цей занепад з переслідуваннями мусульманських торговців у китайському місті-порті Цюаньчжоу в першій половині XIV століття, що призвело до повстання Іспах 1360-х років, а потім із обмеженням торгівлі за династії Мін, що встановилася 1368 року